# Palazzo della Rinascente
Il Palazzo della Rinascente è un edificio storico di Milano situato in corso Vittorio Emanuele II al civico 3.

## Storia
Il palazzo venne eretto nel 1950 secondo il progetto di Ferdinando Reggiori e Aldo Molteni per ospitare i grandi magazzini La Rinascente.

## Descrizione
L'edificio presenta delle facciate in marmo. Dei grandi finestroni con cornici in cotto simulano la presenza del piano nobile e costituiscono un omaggio ai materiali costruttivi e agli stilemi della tradizione locale da parte del progettista.